# Tarnai Ilona
Tarnai Ilona (Kőhalmyné) (Dombiratos, 1928. november 21. – Tata, 2011. augusztus 17.) balettpedagógus, néptáncoktató, modern gimnasztika edző

## Életrajza
1928-ban született Dombiratoson, majd Békéscsabán érettségizett a Lorántffy Zsuzsanna Leánygimnáziumban. Mivel szülei kuláklistán szerepeltek, nem nyert felvételt a bölcsészkarra. 1949-ben ezért  kezdett néptáncot tanulni Saller Jánostól Budapesten, majd 1950-ben a KPDSZ Központi Néptáncegyüttes alapító tagja lett, 1951  nyarán pedig az együttes vezetőjének, Magyary Gizellának az asszisztense volt a Népművelési Intézet tanfolyamán, Alsógödön. 1951-53 között az Állami Balett Intézet esti tagozatán tanult, 1960-ban ugyanitt balettoktatói oklevelet szerzett. 1963-ban a Népművelési Intézetben "A" kategóriás néptáncoktatói képesítést kapott.
1957-58 között Esztergomban, 1958-1966 között Komáromban, 1959-1996 Tatabányán a Népházban (a mai Jászai Mari Színházban) és több általános iskolában is oktatott balettet, eközben három évig Tatán és tizenegy évig Oroszlányban is tanított. 1996-ban vonult vissza véglegesen, 2011. augusztus 17-én hunyt el Tatán.
Ismertebb tanítványai közé tartozik Ladányi Andrea (Liszt-díjas, Harangozó-díjas, Érdemes művész), Macher Szilárd (Harangozó-díjas), Szabó Éva, Hucker Kata

### Kitüntetései
- 1988 – Táncpedagógusok Országos Szövetsége - Réti Piroska Balettpedagógusi Díj
- 1991 – Mesterlevél
- 1992 – Tatabánya Megyei Jogú Város - Ezüst Turul Díj (a város kitüntetését az elsők között kapta meg, Földi Imre  olimpiai bajnok súlyemelő és Dr. Csőke Sándor, a Turul Alapítvány elnöke mellett)